# 統営 (救難艦)
統営（トンヨン、朝鮮語: 통영、ATS-31 Tongyeong）は、大韓民国の大宇造船海洋が建造した救難艦（ATS:Salvage and rescue ship）。艦名は統営市にちなむ。

## 概要

### 建造
天安沈没事件で出動した救難艦は、1996年に配備した中古艦である平沢級（1972年就役、元アメリカ海軍のイーデントン級救難艦）2隻のみで、捜索作業が難航したことにより救助戦力の不足が問題となった。これを補うために立ち上げられたのが新型救難艦ATS-II計画で、2010年10月より1,590億ウォンを投じて本艦が建造された。
建造は大宇海洋造船が巨済市の玉浦造船所で行い、2012年9月4日には進水。艦名と艦番号31が与えられ、2013年後半には戦力化される予定であった。

### 不正問題
進水の後、能力不足により作戦要求能力（ROC:Required Operational Capability）を満たすことが出来ないと判明し、受領は遅れ、統営級として整備する構想に実現のめどは立っていない。2014年4月16日のセウォル号沈没事故に際し、統営の投入の可能性を含めた現状が話題となった。実際に黄基鉄海軍参謀総長は2度投入を検討したと明かしたが、投入されることはなく、結局、再び平沢（ピョンテック）などが投入された。
2014年5月12日には能力の不足は防衛事業庁からの官給品の問題であり自社での対応外として大宇造船海洋は受領を要求したが、海軍は要求を拒んでいることが報道された。5月14日には、フェリー転覆事故で集めた注目の影響もあり、監査院による監査が行われることになった。
さらに9月19日には、サイドスキャンソナーについてはマルチビーム方式のはずがシングルビーム方式になっていたばかりか、その納入に際して防衛事業庁が性能を平沢級と同等レベルに無断で引き下げ、2億ウォンのソナーに41億ウォンを支出した不正が報道された。ノーカットニュースによれば、調査は当時防衛事業庁に在籍して機器選定の責任を負っていた黄基鉄にまで及ぶ一方、アップグレード型を納入しなかったアメリカ合衆国のソナー製造業者の責任であるとする防衛事業庁の関係者の発言が示されている。なお、不良については後の改善とし、海軍への引渡しを前倒しする検討がなされている。11月19日には、問題となったウェスタン・マリン・エレクトロニクス（WESMAR）のソナーMS3850の代わりに、コングスベルグ・マリタイムの子会社シムラッドの魚群探知機SH90を「改良装備」として設置したことが報道された。納入後の6月には異なる機種の配備が違法となることが指摘されていたが、SH90の納入は防衛事業庁自身も関与したものであった。これについて防衛事業庁は、性能評価試験目的であると説明している。
朝鮮日報は、この騒動を「防衛産業企業に絡む不正の象徴」と指摘している。
黄基鉄海軍参謀総長は批判に晒され、通常は2年ごとに交代する参謀総長職を途中で辞し、2015年2月に軍を退役した。黄は退役後、性能が落ちる船体固定音波探知機「統営」に納品するよう指示した容疑で検察に拘束され、拘置所に送られた。しかし、一審、二審、そして最高裁でも無罪となった。韓国世論は、黄を「海賊」「売国奴」だとして後ろ指を差したが、いつのまにか「セウォル号事件当時に『統営』出動を繰り返し指示した義人」とした。拘置所から出た後、黄は「もう韓国社会では人に会いにくい。海外で勉強し、学生を教えながら暮らしたい」として、韓国を離れ、中国に渡った。黄は「セウォル号惨事以降、誰かに責任を負わせるパフォーマンスが必要だった」「十分でないという世論があったため、結局、矢先が海軍に向かった。無条件に現職総長を入れなければいけないという強い必要性があった」と主張している。
2019年現在もソナーを装備できておらず、同伴する掃海艇などのソナーを利用する実態にある。単独活動はできないため、国外の海難救助支援活動の実績はない。
2020年2月頭にタレスUK製ソナー2193を艤装したと、報道された。

## 設計
救難活動に対応するため、様々な仕様が盛り込まれている。艦首には、海中へ伸ばしたワイヤーを保持するための切り込みが設けられている。さらに、洋上で安定した位置を確保するために補助アンカー4基と、自動船位保持装置を有している。
艦首後方に位置する巻き上げ機は油圧式であり、揚収能力は尹永夏級ミサイル艇に対応する300t級のものである。これは、平沢級と同じアメリカ合衆国製のものが搭載されたが、要求能力は満たされている。浮揚であれば400tまで対応し、曳航能力は、独島級揚陸艦の曳航をも可能としている。前方に5t、後方に15tのクレーンを備えている。
海難救助部隊（SSU）のダイバーを支援するため、再圧タンクが設けられた。8人まで収容可能であり、90mまでの混合ガス潜水に対応している。
サイドスキャンソナーは、3,000mまでの探査を可能とする計画であった。これに遠隔操作無人探査機（ROV）を組み合わせることで、機雷除去作業等の海中探索を可能とする予定であった。だが、調達したGMB USA社製のHD ROVに対しても、物体の形状を捉えることが十分に出来ず性能不足との判断が下されている。
後部甲板にはヘリコプター甲板が設けられ、武装として艦橋構造物前方にシーバルカン20mm機関砲を1門搭載している。その後方となる艦橋上方には消火用の放水銃を、マストには対水上レーダーを備えている。
なお、進水当時『国内技術』とされたが、上記のように艤装については輸入品も使用されている。